# Festival de la grenade (Göyçay)
Le festival de la grenade est un festival culturel annuel qui se tient à Göyçay, en Azerbaïdjan. Le festival propose une cuisine de fruits azerbaïdjanaise, principalement des grenades de Goytchay. Lors du festival, un défilé est organisé avec des danses traditionnelles azerbaïdjanaises et de la musique azerbaïdjanaise. Il existe aussi plusieurs compétitions telles que la plus grande compétition de grenade[pas clair]. Le festival a généralement lieu en octobre et attire entre 5 000 et 7 000 visiteurs.

## Historique
Le festival de la grenade a été organisé pour la première fois le 3 novembre 2006 conjointement par le ministère de la Culture et du Tourisme de la république d'Azerbaïdjan et le pouvoir exécutif de la région de Goytchay. En effet, depuis 2006, le festival se tient chaque année à l'automne (principalement en octobre) et présente des plats originaux de différentes variétés de grenade. En fait, les spectateurs et les participants du festival se développent chaque année. En 2013, des représentants d'environ vingt pays étrangers ont participé à l'événement, ainsi que des représentants de l'État et du gouvernement.
Le Nar Bayrami, fête traditionnelle de la grenade et sa culture est inscrit sur la liste représentative du patrimoine culturel immatériel de l'humanité en décembre 2020 par l'UNESCO.

## Concept
Goytchay est considérée comme la capitale de la grenade en Azerbaïdjan, car de nombreuses variétés de grenades y sont cultivées. Les types de grenade les plus célèbres sont Veles, chirin, Gyuleycha et chihbaba. Le festival propose une foire et une exposition de différentes variétés de grenades ainsi que divers produits fabriqués à base de grenade par des entreprises locales. Pendant le festival, des musiques nationales telles que le mugham et différents exemples de folklore sont présentés chaque année. Les participants sont familiarisés avec l'exposition de produits fabriqués à la main par les habitants de la région. Les grenades cultivées dans les villages de la région de Goytchay et les produits à base de grenade, tels que jus, concentrés de jus, confitures, gelées, grenadine, vin et graines au sirop sont apportés au centre du district et présentés lors de l'exposition organisée sur la place de la ville. Le festival comprend également des performances de jeunes athlètes et des programmes de concerts à regarder dans le centre-ville. Les invités peuvent voir divers artisans, maîtres artisans, potiers, meuniers, forgerons, artistes et danseurs, athlètes et spectacles de groupes folkloriques, ainsi que des dessins pour enfants, des peintures, de la musique, des chants et des danses.

## Activités
Les activités du festival ont changé au fil des ans et ont attiré davantage de spectateurs et de participants. Le festival comporte des cérémonies, des compétitions, des spectacles de danse, des foires, des défilés, des spectacles, etc. Les compétitions du festival, telles que la consommation la plus rapide de grenade, la possibilité de presser le jus de grenade et la plus grande grenade ont lieu chaque année. Le concours de la plus belle fille du festival de la grenade a eu lieu lors de son 12e festival.

## Décision de l'UNESCO
Le 16 décembre 2020 la 15e réunion du Comité intergouvernemental de l'UNESCO pour la sauvegarde du patrimoine culturel immatériel décide d'inclure le dossier de candidature « Fête de la grenade, festival traditionnel et culture de la grenade » soumis par la république d'Azerbaïdjan sur la Liste représentative de l'UNESCO du patrimoine culturel immatériel de l'humanité. 

Festival 2011 à Göyçay
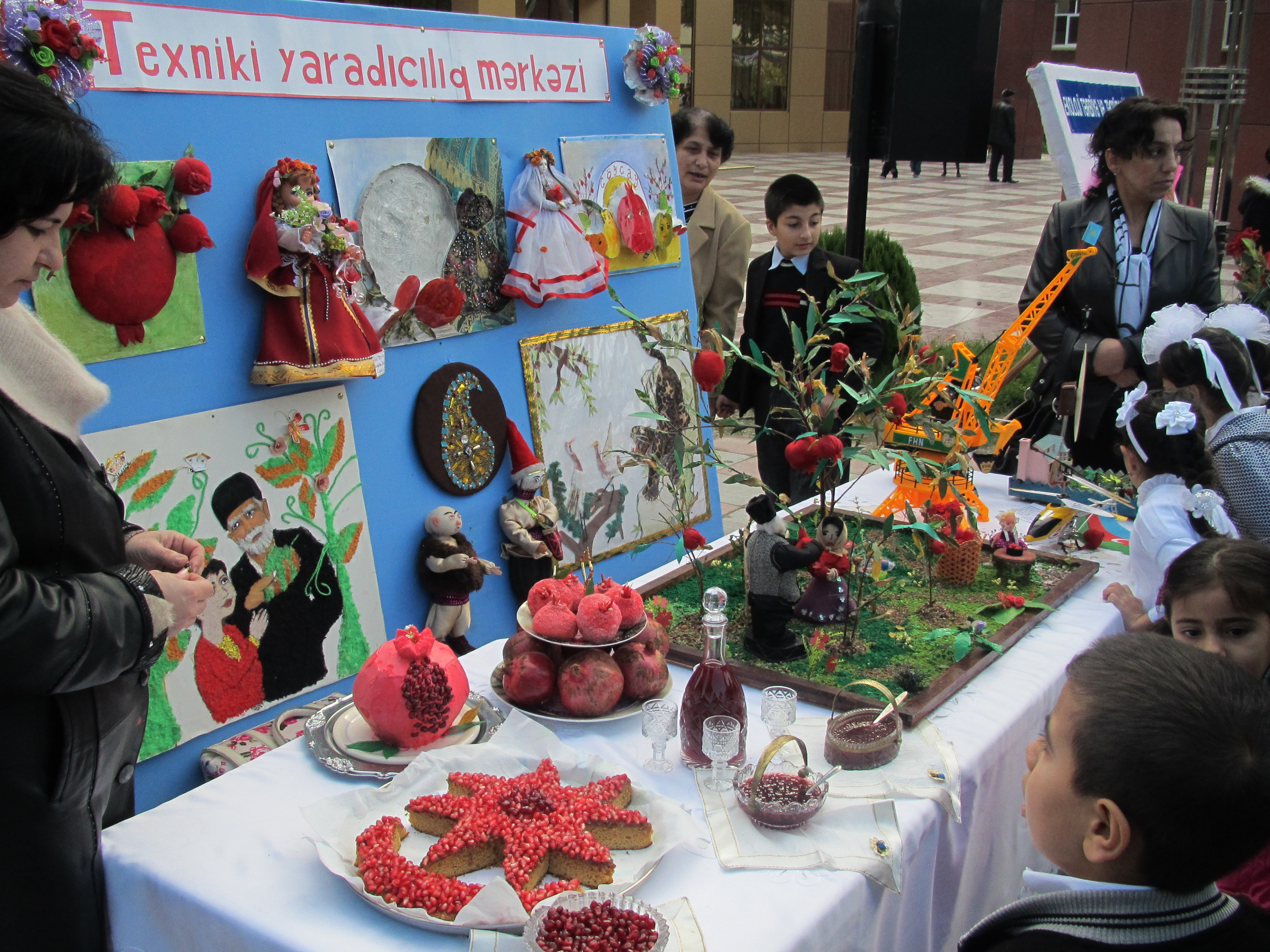
Un stand du festival.
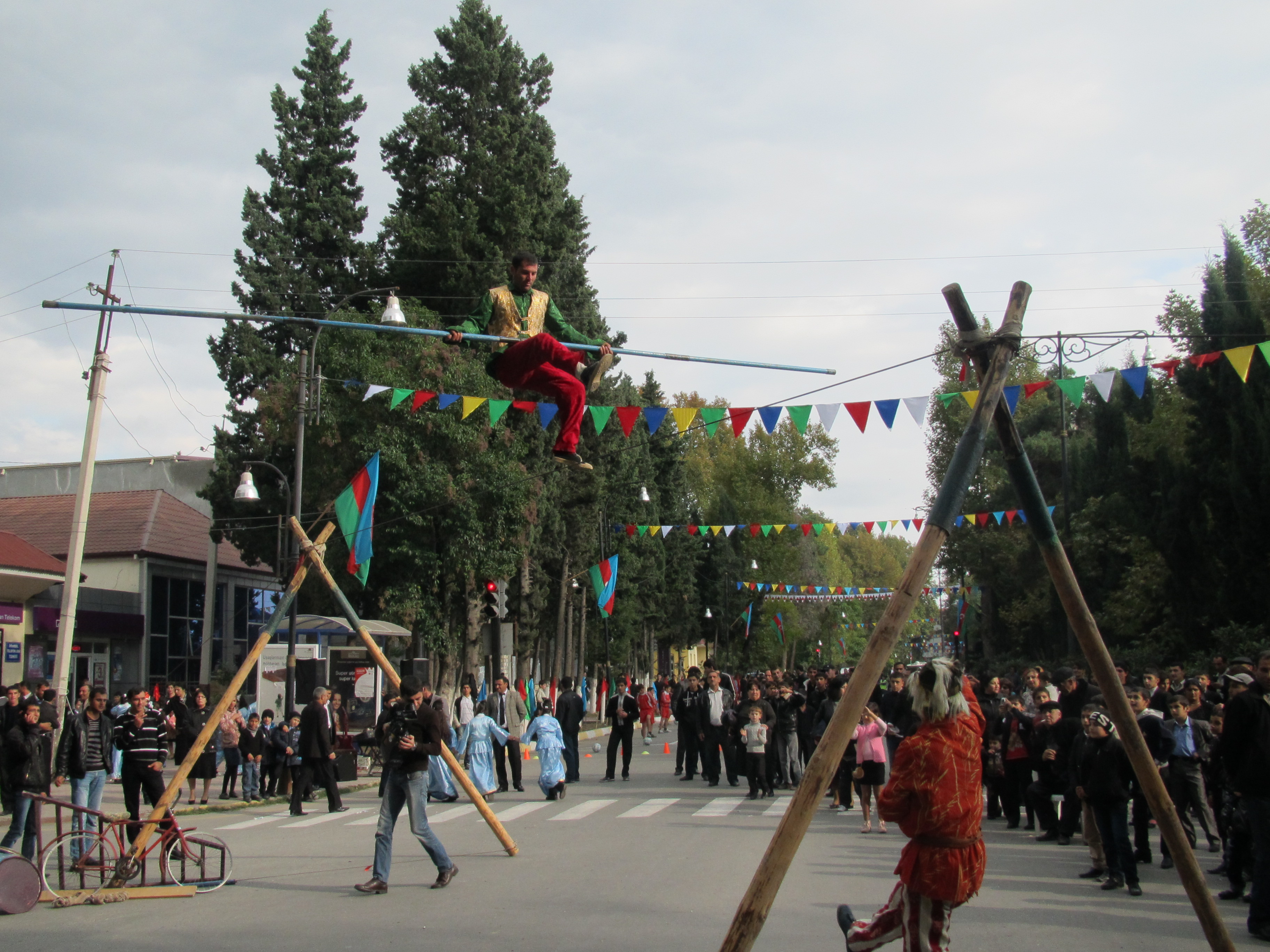
Spectacle d'acrobates.
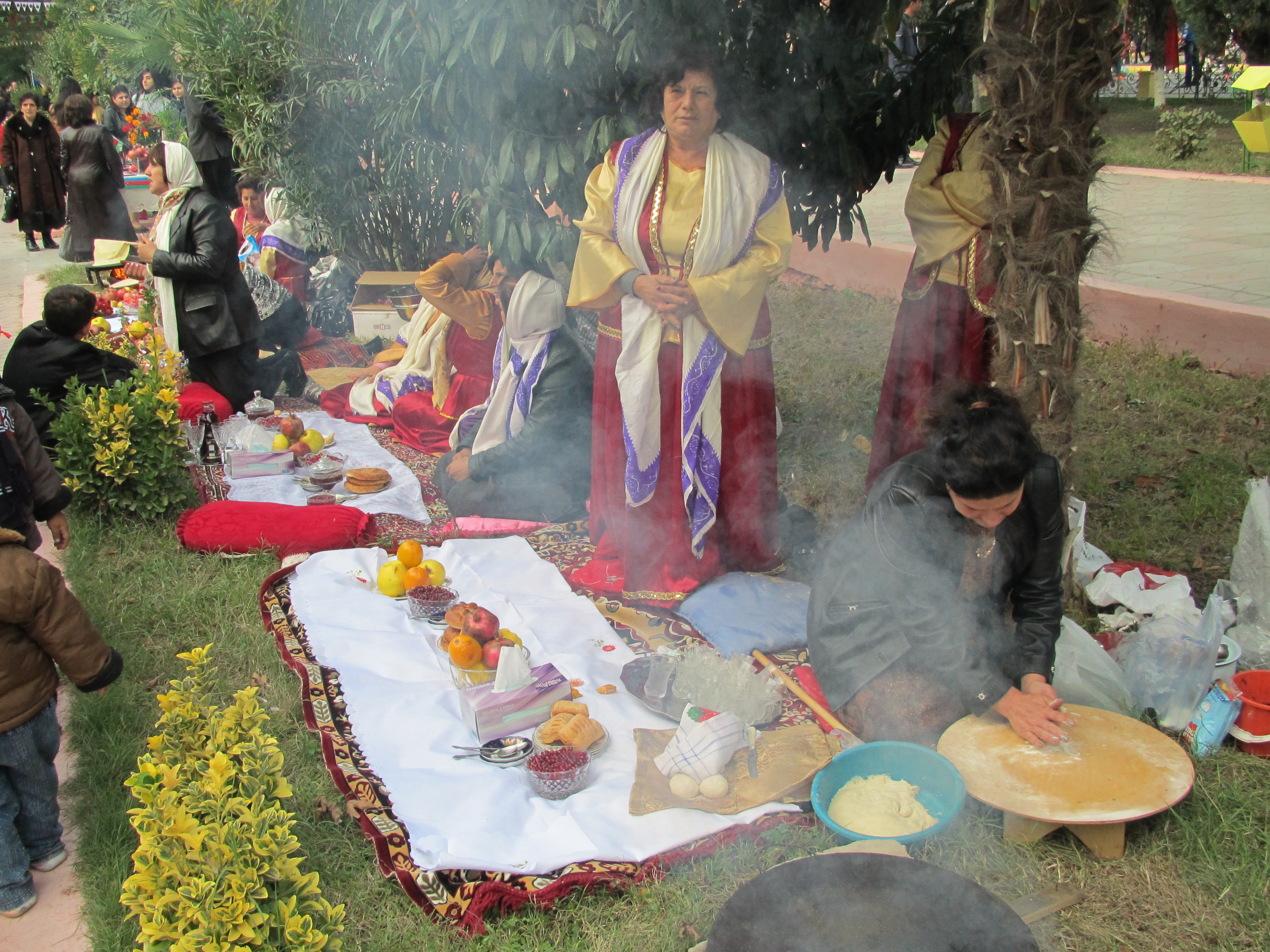
Femmes en costume traditionnel préparant du lavash.
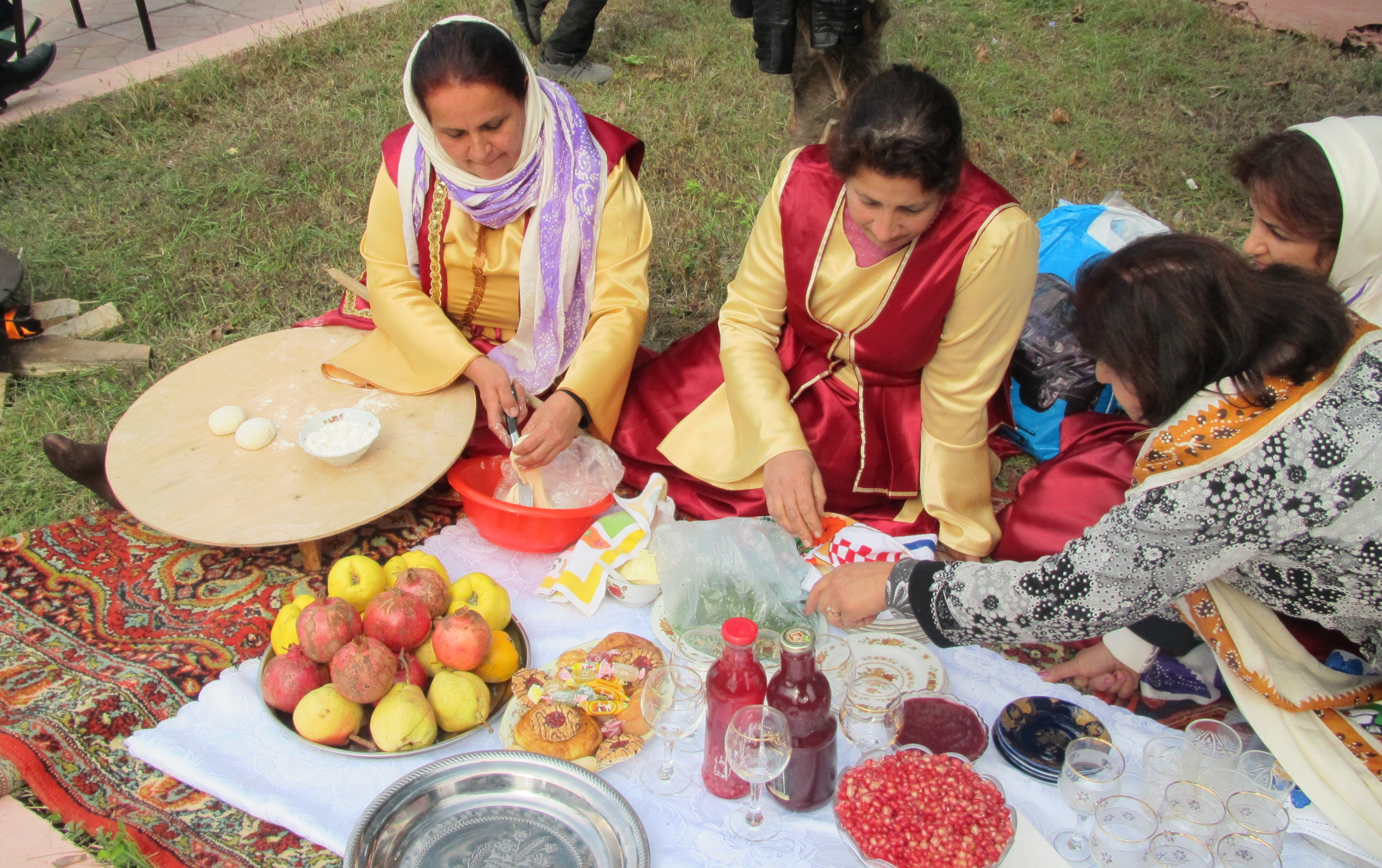
Préparation de lavash.